# Álvaro Mejía (Leichtathlet)
Álvaro Mejía Florez (* 15. Mai 1940 in Medellín; † 12. Januar 2021 in Bogotá) war ein kolumbianischer Leichtathlet.

## Karriere
Álvaro Mejía konnte bei den Zentralamerika- und Karibikspielen 1962 über 1500 Meter seine erste internationale Goldmedaille gewinnen. Bei den Olympischen Spielen 1964 in Tokio schied er im Vorlauf des 5000-Meter-Laufs aus. Im Folgejahr konnte er bei den Juegos Bolivarianos in Quito insgesamt drei Goldmedaillen in den Disziplinen 1500, 5000 und 10.000 Meter gewinnen. Selbiges gelang ihm ein Jahr danach bei den Zentralamerika- und Karibikspielen in San Juan. Bei seiner zweiten Olympiateilnahme in Mexiko-Stadt 1968 wurde Mejía im Wettkampf über 10.000 Meter Zehnter.
In den 1970er Jahren trat er dem, zu dieser Zeit dominanten, West Valley Track Club (WVTC) bei. Mehrere kolumbianische Athleten, wie zum Beispiel Víctor Mora, folgten Mejía, um beim WVTC zu trainieren.
Beim Boston-Marathon 1971 kam es zu einem der knappsten Ergebnisse aller Zeiten. Mejía lieferte sich fast das ganze Rennen über ein Duell mit dem Iren Pat McMahon, der in Massachusetts lebte. Knapp 150 Meter vor dem Ziel zog Mejía schließlich an dem Iren vorbei und gewann die 75. Auflage des Wettbewerbs mit einer Zeit von 2:18:45 h und nur fünf Sekunden Vorsprung auf McMahon. Er war der erste Gewinner aus Südamerika. Im gleichen Jahr konnte Mejía zudem bei den Panamerikanischen Spielen 1971 über 10.000 Meter die Bronzemedaille gewinnen.
Ebenfalls im Marathonlauf startete der Kolumbianer bei seiner dritten Olympiateilnahme in München 1972. Dort belegte er Platz 48.

## Privates
Álvaro Mejía heiratete die US-amerikanische Schwimmerin Terri Stickles und zog 1969 zu ihr in die San Francisco Bay Area. Das Paar ließ sich jedoch wieder scheiden. Von 1969 bis 1985 war Mejía in einem Sportgeschäft in San Mateo, Kalifornien tätig, wo er Kunden beim Kauf von Laufschuhen und -bekleidung beriet.